# 尼扎米

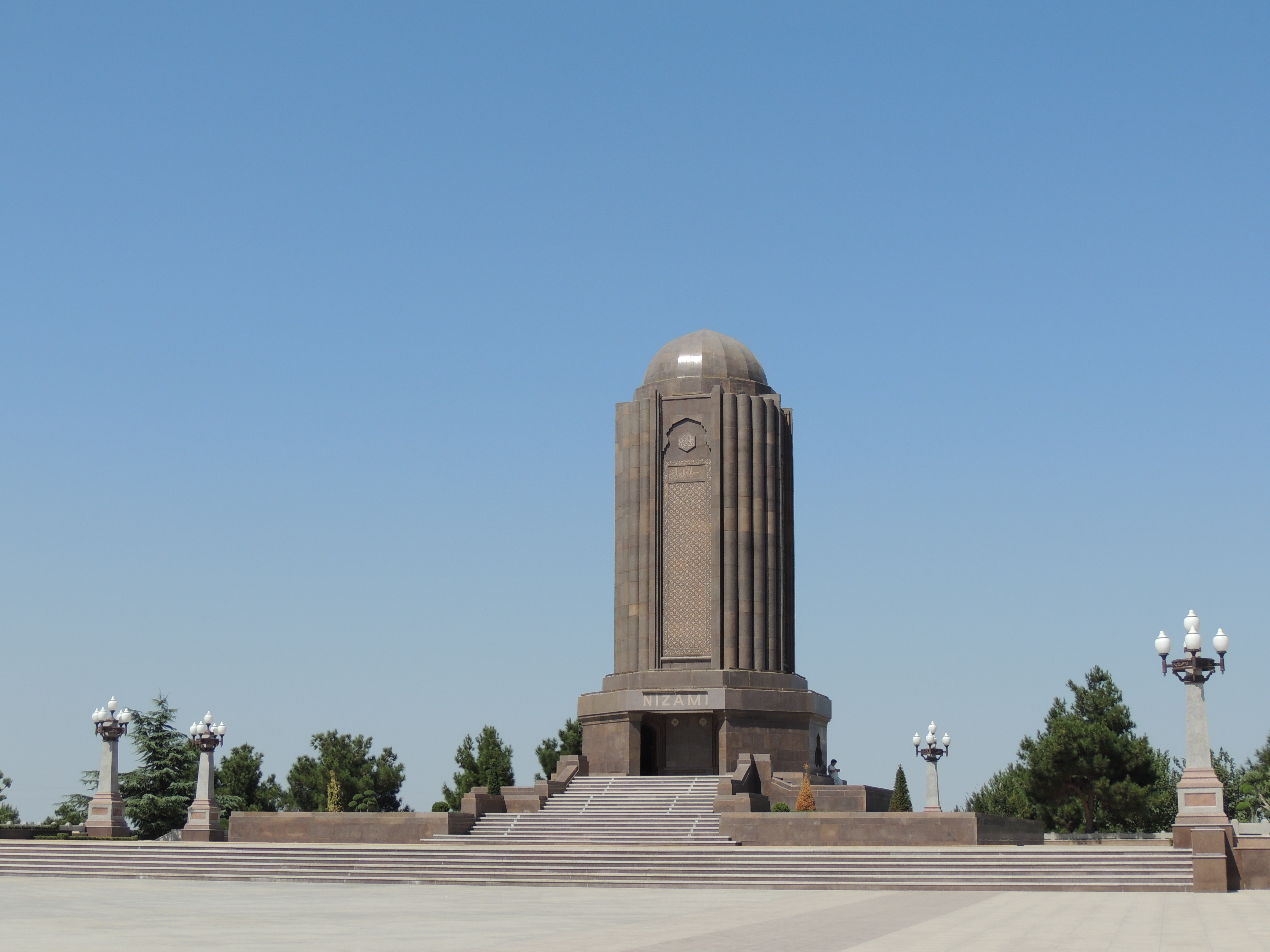
位於阿塞拜疆占賈的尼扎米陵墓（1991年重建）

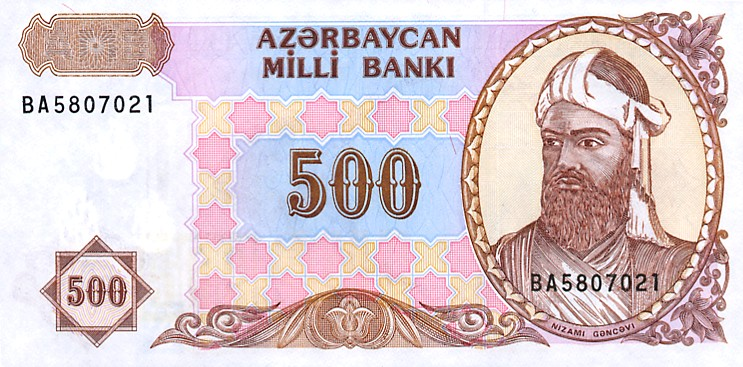
阿塞拜疆鈔票上的尼扎米肖像

尼扎米（羅馬化：Niẓāmī Ganjavī，直译：「占贾的尼扎米」，1141年—1209年)，一译内扎米、涅扎米，全名尼扎米·阿丁·阿布·穆罕默德·伊勒亚斯·伊本-扎吉·伊本-穆罕默德（拉丁化：Nizām ad-Dīn Abū Muhammad Ilyās ibn-Yusūf ibn-Zakī ibn-Mu'ayyad），是12世紀的波斯語诗人、学者，对阿塞拜疆、伊朗、阿富汗和塔吉克斯坦等国的语言文学均起过重要的影响。

## 生平
尼扎米生于塞尔柱帝国統治下的阿塞拜疆占贾，一生的大部分时间均在此度过。尼扎米学识渊博，精通阿拉伯语和波斯语，对哲学、数学、天文学、医学、植物学和炼金术等造诣颇深，对伊斯兰法，《古兰经》以及历史学亦有研究。

## 主要作品
尼扎米最重要的作品是长篇叙事诗《五卷詩》：
- 第1卷《祕密寶庫（英语：Makhzan ol-Asrar）》（Makhzan al-Asrar）（1163年或1176年）：规劝统治者的劝世诗；
- 第2卷《霍斯勞和席琳》（Khusraw o Shirin）(1177年-1180年)：根据波斯歷史故事改编的爱情叙事诗；
- 第3卷《莱拉和玛吉努》（Layli o Majnun）（1192年）：爱情悲剧敘事詩，取材于阿拉伯民间故事；
- 第4卷《亞歷山大之書（英语：Iskandarnameh (Nizami)）》（Eskandar-nameh）(1191年或1196年-1202年)：改编自基于亚历山大大帝生平的伊斯兰传说，并把亚历山大塑造为圣哲；
- 第5卷《七美人（英语：Haft Peykar）》（Haft Paykar）（1197年）：叙述波斯萨珊王朝国王巴赫拉姆五世的事迹。